# Абдул Рахман ибн Аби Бакр
Абдул Рахман ибн Аби Бакр (преминуо 666.) био је најстарији син Ебу Бекра, првог калифа у сунитском исламу. Његова мајка је била Ум Руман бинт Амир ибн Увајмир ибн Зухал ибн Даман и био је пунокрвни брат Ајше. Он и још троје деце Ебу Бекра, Абдулах, Ајша и Асма, рођени су негде између 595. и 600. године. Каже се да је имао добар смисао за хумор.
За разлику од остатка његове породице, укључујући и његовог оца Ебу Бекра и сестру Ајшу, он није прешао у ислам све до Уговора из Худајбија 628. године.
Четири генерације породице Абдул Рахмана разликовале су се према томе да ли су били сапутници (сахаба) пророка Мухамеда, наиме Абдул Рахман, његов отац Ебу Бекр Ас Сидик, његов деда Утман Абу Кухафа и његов син Абу Атик Мухамед. Сматрало се да ниједна друга породица није имала ту разлику.

## Учешће у биткама
Док је још био немуслиман, Абдул Рахман се борио на страни Кураиша у Биткама за Бадр и Ухуд.
У бици код Бадра, имао је прилику да убије свог оца, Ебу Бекра, али се окренуо у другом правцу. Годинама касније, након што је постао муслиман, рекао је свом оцу о томе. Затим је Ебу Бекр одговорио: "Да сам имао такву прилику, не бих те поштедио."
У бици на Ухуду пре почетка борбе, он је дошао напред и бацио изазов за двобој. Ебу Бекр је прихватио изазов, али га је Мухамед зауставио говорећи: "Увуци свој мач и наставимо да користимо твоје мудре савете."
Након што је постао муслиман, Абдул Рахман је учествовао у свим борбама муслимана и стекао славу као жестоки ратник, посебно током муслиманског освајања Сирије. Био је један од шампиона Мубаризуна и борио се у борбама за муслиманску војску. Мубаризунска јединица Рашидунске војске састојала се од елитних ратника који су били најбољи мачеваоци, копљари и стрелци. На бојном пољу његова улога је била да поткопа морал непријатеља пре почетка битке убијајући њихове шампионе у двобојима.
У бици код Јамаме убио је Мухакам ел Јамама, главног заповедника Мусајлима.
У бици код Јармука, врховни командант византијске војске изабрао је пет најбољих ратника са византијске стране, и позвало су муслимане на двобој. Абдул Рахман је прихватио изазов. На равницама Јармука водили су се двобоји. Абдул Рахман их је све убио једаног за другим.
У бици код Босре у Сирији, он је ушао у град Босра кроз подземни пролаз, а затим је јурнуо према градским вратима и отворио их главној муслиманској војсци.

## Смрт
Умро је 666. године. Сахрањен је у Меки. .
Абдул Рахман је предак многих породица Албакри Ел Сидики: Ел Атики основане у Кувајту, Саудијској Арабији, Јемену, Ираку, и Сидикуи и Кураиши породицама у јужној и централној Азији. На рогу Африке, познати су као породица Шехал или породица Фики Омари у Сомалији, Етиопији и Кенији.